# Sumerščina
Sumerščina (sumersko EME.G̃IR15) je izumrl izoliran jezik antičnih Sumercev, ki se je govoril v južni Mezopotamiji, sedanjem južnem Iraku. V 3. tisočletju pr. n. št. je nastalo med Sumerci in Akadci zelo tesno kulturno sožitje, v katerem je bila zelo razširjena dvojezičnost. Vzajemen vpliv sumerskega in akadskega jezika je viden na vseh področjih, od obširnega medsebojnega sposojanja besed, do sintaktičnih, morfoloških in fonoloških konvergenc. Pojav je spodbudil jezikoslovce, da sumerščino in akadščino 3. tisočletja pr. n. št. imenujejo Sprachbund  ali jezikovna zveza.
Sumerščino kot pogovorni jezik je okoli leta 2000 pr. n. št.  zamenjala akadščina. Natančen datum je še vedno predmet razprav. Na slovesnostih, v bogoslužju, književnosti in znanosti se je sumerščina uporabljala vse do 1. stoletja n. št.. Jezik je nato utonil v pozabo, dokler niso asirologi v 19. stoletju razvozlali klinopisa in začeli preučevati sumerska besedila.

## Zgodovina
Sumerski jezik je šel skozi več razvojnih faz:
- arhaična sumerščina (3100–2600 pr. n. št.)
- stara ali klasična sumerščina (2600–2300 pr. n. št.)
- novosumerščina (2300–2100 pr. n. št.)
- pozna sumerščina (2100–1800 pr. n. št.)
- posumerščina (po letu 1700 pr. n. št.)

## Značilnosti
Številnih lastnosti sumerskega jezika, na primer izgovarjave, ni mogoče  natančno določiti zaradi načina, kako se je zapisoval. Klinopis namreč ni glasovna pisava, zato točna  izgovarjava vseh znakov ni znana. 

### Glasovi
Zanesljiv opis sumerskega glasoslovja ne obstaja, ker ni izvornih govorcev. Obstaja nekaj dvojezičnih sumersko-akadskih besedil, iz katerih se da do neke mere razbrati, kakšen je bil nabor glasov sumerskega jezika.
Seznam glasov, kolikor jih je moč prepoznati iz pisave, je precej preprost. Jezik je imel štiri samoglasnike (a, e, i ,u) in 16 soglasnikov:  
| Transliteracija | b | d | g |  | p  | t  | k  |  | z | s | š | ḫ |  | r | r̂   | l | m | n | ĝ |
| Izgovorjava     | p | t | k |  | pʰ | tʰ | kʰ |  | ʦ | s | ʃ | x |  | r | (?) | l | m | n | ŋ |

### Slovnica
Sumerščina je slovnično precej zapleten jezik. Spada k aglutinacijskim jezikom, v katerih se  besede tvorijo z lepljenjem morfemov. Sumerščina je tudi ergativen jezik, v katerem se osebek (subjekt) neprehodnega glagola obnaša kot predmet (objekt) prehodnega glagola. Sumerščina je poznala dva spola – živega in neživega,  in veliko število sklonov: imenovalnik, ergativ, rodilnik, dajalnik, mestnik, komitativ, ekvativ (kot), terminativ (za), ablativ (iz), orodnik (z) itd.  Mnenja jezikoslovcev o pravem številu sklonov še vedno niso enotna. Veliko število homofonov, besed z enakim zaporedjem glasov in različnimi pomeni, kaže, da gre morda za tónski jezik, v katerem je ključna izgovarjava. Stavčno zaporedje osebek-predmet-povedek so zelo redko kršili samo v pesništvu.

### Narečja
Sumerščina je imela dve narečji. Standardno narečje se je imenovalo eme-ĝir, drugo pa eme-sal, kar morda pomeni »fin jezik« ali »visok glas«, in se pogosto prevaja kot »ženski jezik«. Koren sal ima lahko več pomenov. V nekaterih knjižnih delih se je narečje eme-sal uporabljalo izključno za ženske like. Poleg tega je prevladovalo tudi v določenih zvrsteh kultnih pesmi.

## Vira
- Guy Deutscher (2007). Syntactic Change in Akkadian: The Evolution of Sentential Complementation. Oxford University Press US. str. 20–21. ISBN 9780199532223.
- Dietz-Otto Edzard (2003). A Sumerian Grammar. Brill, Leiden. COBISS 23972141. ISBN 90-04-12608-2.